# Vetus Llatina

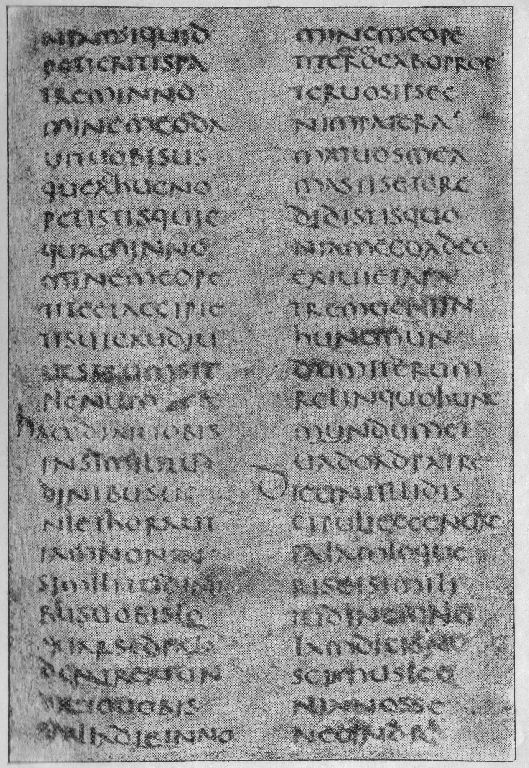
Página del Codex Vercellensis, un exemple de la Vetus Latina. Aquesta secció porta la part de l'Evangeli segons Joan

La Vetus Llatina és el nom genèric que es dona als textos bíblics escrits en Llatí anteriors a la Vulgata de Sant Jeroni abans que aquesta versió es convertís en l'estàndard de la Bíblia per als cristians llatins a occident. El nom Vetus Llatina significa Vell Llatí, i a vegades és coneguda com l'Antiga Bíblia Llatina.

## Text
No existeix una única versió de la Vetus Llatina, sinó que trobem que hi ha una gran col·lecció de textos bíblics en forma de manuscrits que contenen testimonis de traduccions al llatí de passatges bíblics anteriors a Jeroni. Bruce M. Metzger, després de comparar l'Evangeli segons Lluc (24:4-5) en manuscrits de la Vetus Llatina, va trobar 27 lectures diferents.
Davant aquest testimoni de traduccions prèvies, molts estudiosos agreguen sovint cites als passatges bíblics que apareixen en els treballs dels Pares Llatins, alguns dels quals són idèntics a certs grups de manuscrits. Per tant, moltes de les "versions" de la Vetus Llatina no foren generalment escrites com a traduccions de la Bíblia per ser usades en l'Església sencera, sinó preparades per l'ús local de comunitats cristianes, o per il·lustrar discursos cristians o sermons.
El llenguatge de les traduccions de la Vetus llatina té molt mala qualitat, com Sant Agustí lamentava en la seva obra De Doctrina Christiana (2,16). Abunden els solecismes gramaticals i alguns reprodueixen el grec o l'hebreu literalment, tal qual apareixen en la Septuaginta. Igualment, diverses traduccions Vetus llatina reflecteixen algunes de les versions circulants de la Septuaginta, com per exemple els manuscrits africans, com el Còdex Bobiensis que preserven fragments de l'estil del text occidental, mentre que alguns manuscrits europeus estan més propers a l'estil de text bizantí. Hi ha moltes característiques gramaticals que venen de l'ús de formes gramaticals del llatí vulgar en el text.

## Substitució per la Vulgata
Amb la publicació de la Vulgata de Sant Jeroni, que oferia un text en llatí únic i consistent amb l'estil de les llengües originals, la Vetus Llatina caigué en desús gradualment.